# Manon Bril
Pour les articles homonymes, voir Bril.
Manon Bril, de son vrai nom Manon Champier, née le 8 juin 1987 à Pau, est une historienne, humoriste et vidéaste web française. Elle est connue pour être la créatrice de la chaîne YouTube C'est une autre histoire, sur laquelle elle parle d'histoire, de mythologie, d'iconographie et d'art.

## Biographie

### Enfance et formation
Manon Champier naît à Pau en 1987. Elle pratique le scoutisme au sein des Éclaireuses Éclaireurs de France. Elle fait une année de classe préparatoire littéraire à Bordeaux. Avec les équivalences, elle rentre ensuite en deuxième année de licence d'histoire à l'université de Toulouse-II-Le Mirail, puis fait sa troisième année dans la « licence pluridisciplinaire mention professorat des écoles » de l'université Toulouse-III-Paul-Sabatier. Elle rentre ensuite dans la classe préparatoire du concours de recrutement de professeur des écoles de l'Institut universitaire de formation des maîtres (IUFM) et l'obtient en 2009. Après l'année de formation payée, elle enseigne trois ans à mi-temps, afin de reprendre en parallèle ses études d'histoire et de faire son master en sciences de l'antiquité. Enfin, elle obtient un contrat doctoral pour financer une thèse et peut se mettre en disponibilité de l'Éducation nationale.
Elle est titulaire d'un doctorat en histoire contemporaine, soutenu le 30 juin 2018, sur l'appropriation de la figure de la déesse Athéna dans l'imagerie officielle du XIXe siècle,. Pendant la préparation de sa thèse, elle participe au concours Ma thèse en 180 secondes et reçoit le prix du public de la région Midi-Pyrénées. Elle intègre également le Science Comedy Show. Ces expériences l'inspirent pour lancer une chaîne YouTube,.

### Activité de vidéaste
En 2015, Manon Bril crée sa chaîne YouTube intitulée C'est une autre histoire, sous le pseudonyme de Manon Bril. Elle offre un point de vue décalé, et notamment féministe, à l'histoire. Dans un premier temps, elle lance deux formats :
- Relooking mythologique sur la représentation d'une figure de la mythologie grecque ;
- Tu vois le tableau qui analyse l'interprétation d'histoires et personnages mythologiques dans les œuvres de différents artistes, peintures ou sculptures.

Par la suite, Manon Bril propose de nouveaux formats :
- Une ville au détail, présentant des particularités architecturales, des œuvres d'art contemporain, des anecdotes historiques des bâtiments de grandes villes (Toulouse, Paris, New York, Bangkok, Le Havre, Barcelone, Athènes, Bucarest, Vienne, Bratislava, etc.)[13] ;
- les Vlogs de thèse dans lesquels elle revient au jour le jour sur certains aspects de sa thèse, en cours de rédaction au moment de la réalisation de ses blogs ;
- des vidéos où elle traite d'une thématique plus généraliste comme le cannibalisme dans l'histoire[14] ou comment utiliser une source historique[15] ;
- une vidéo illustrée, par la dessinatrice Leamlu, chaque premier mercredi du mois.

Le format des vidéos, le ton décalé et didactique de la vidéaste, contribuent au succès de ses vidéos,.
Depuis 2019, Manon Bril est membre d'un collectif de vidéastes dans la série de vulgarisations scientifique Le Vortex produite par Arte et diffusée sur YouTube,.
Elle participe également au magazine d'Arte Faire l'Histoire présenté par Patrick Boucheron. Chaque épisode est consacré à un objet particulier et à sa place dans l'Histoire ; Manon Bril y officie dans l'avant-dernière séquence de chaque épisode, reliant l'objet en question à la culture populaire contemporaine.
Depuis septembre 2021 avec Alex Ramires, Manon Bril tient Oyez Oh Yeah, un podcast portant sur l'histoire à caractère humoristique, produit par Spotify en association avec Encore Productions.

### Stand-up
À partir de 2024, elle ralentit son activité sur Youtube pour préparer un spectacle de stand-up mêlant humour et vulgarisation historique, . Elle débute une tournée de rodage intitulée Rodage en mode tranquille, qui prépare un spectacle intitulé "300.000 ans", dont les premières dates sont prévues pour 2025.

## Prises de position
Le 3 février 2022, elle publie sur sa chaîne YouTube une vidéo intitulée Les historiens debunkent Zemmour, dans laquelle elle relaie les critiques formulées par un collectif d'historiens à l'encontre d'Éric Zemmour et de son instrumentalisation mensongère de l'histoire.
En 2022, elle témoigne contre Léo Grasset, accusé de plusieurs agressions sexuelles, et décrit une relation toxique de sa part,.
Le 17 juin 2024, son nom apparaît parmi les signataires d'une tribune appelant à voter « contre l'extrême droite et pour le Nouveau Front populaire » aux élections législatives anticipées des 30 juin et 7 juillet 2024.